# Ayo Bakare
Ayodele Bakare, detto Ayo (20 marzo 1960), è un allenatore di pallacanestro nigeriano.
Ha allenato in varie occasioni la Nigeria, ai Mondiali, Campionati africani e Giochi olimpici